# Victor Ramos Ferreira
Victor Ramos Ferreira, conocido simplemente como Victor Ramos (nació en Salvador de Bahía Brasil, el 5 de mayo de 1989), es un futbolista brasileño que juega como defensa central. Actualmente se encuentra sin equipo tras rescindir su contrato con el Clube de Regatas Brasil del Campeonato Brasileño de Serie B.

## Trayectoria
Tras su debut el 16 de noviembre de 2008 en el Esporte Clube Vitória demostró su gran calidad como zaguero por lo cual fue rápidamente visoreado por clubes europeos, siendo finalmente el Standard Liège de Bélgica quien lo ficharía en 2009 para disputar la Champions League de ese año en acuerdo por 1.2 millones de euros. Tras perder la titularidad en su equipo y deseando volver a su país natal, firma por el Vasco da Gama en 2011, equipo donde participaría en el campeonato brasileño y la Copa Libertadores, aquí tampoco logra la afianzarse en el cuadro estelar por lo que el siguiente año se enrolaría en el club de sus inicios, el Vitória; donde en su regreso lograría anotar un total de 6 goles, así mismo se consolidaría como titular indiscutido y capitán de la escuadra rubronegra. 

### CF Monterrey
Luego de una mala temporada en el Vitória, donde fue incluido por la prensa local entre los peores centrales del brasileirao debido a su alto número de amonestaciones, es fichado por el Club de Fútbol Monterrey el 16 de diciembre de 2013 en compra definitiva por 4 años; el monto del acuerdo se estipuló en 3 millones de euros.

## Selección Brasileña
En julio de 2009, el defensa fue convocado por la Selección Sub-20 de Brasil para disputar el Mundial de la categoría en Egipto. Sin embargo fue liberado por petición expresa del Standard Liège antes de que comenzara el torneo mundialista.

## Clubes
| Club                              | País           | Año       |
| --------------------------------- | -------------- | --------- |
| Esporte Clube Vitória             | Brasil         | 2008-2009 |
| Standard Liège                    | Bélgica        | 2009-2011 |
| Vasco da Gama                     | Brasil         | 2011-2012 |
| Esporte Clube Vitória             | Brasil         | 2012-2013 |
| CF Monterrey                      | México         | 2014      |
| Palmeiras                         | Brasil         | 2015      |
| Esporte Clube Vitória             | Brasil         | 2016-2017 |
| Associação Chapecoense de Futebol | Brasil         | 2017-2019 |
| Esporte Clube Bahía               | Brasil         | 2019-2020 |
| Al-Nassr Football Club            | Arabia Saudita | 2020-2021 |

## Palmarés

### Campeonatos nacionales
| Torneo               | Equipo                | País    | Año  |
| -------------------- | --------------------- | ------- | ---- |
| Campeonato Baiano    | Esporte Clube Vitória | Brasil  | 2009 |
| Supercopa de Bélgica | Standard Liège        | Bélgica | 2009 |
| Copa de Bélgica      | Standard Liège        | Bélgica | 2011 |
| Campeonato Baiano    | Esporte Clube Vitória | Brasil  | 2013 |